# Monodgnathia ponera
Monodgnathia ponera là một loài chân đều trong họ Gnathiidae. Loài này được Cohen & Poore miêu tả khoa học năm 1994.